# Malawimonas
Malawimonas es un género de protozoos flagelados encontrados en agua dulce y suelo que se alimentan de bacterias. Estos organismos unicelulares se caracterizan por disponer de dos flagelos y un surco de alimentación ventral. Son organismos nadadores y fagotrofos que se alimentan de bacterias y pequeñas partículas que son atraídas al surco de alimentación por las corrientes de agua generadas por el flagelo posterior.